# Ibn Sahl

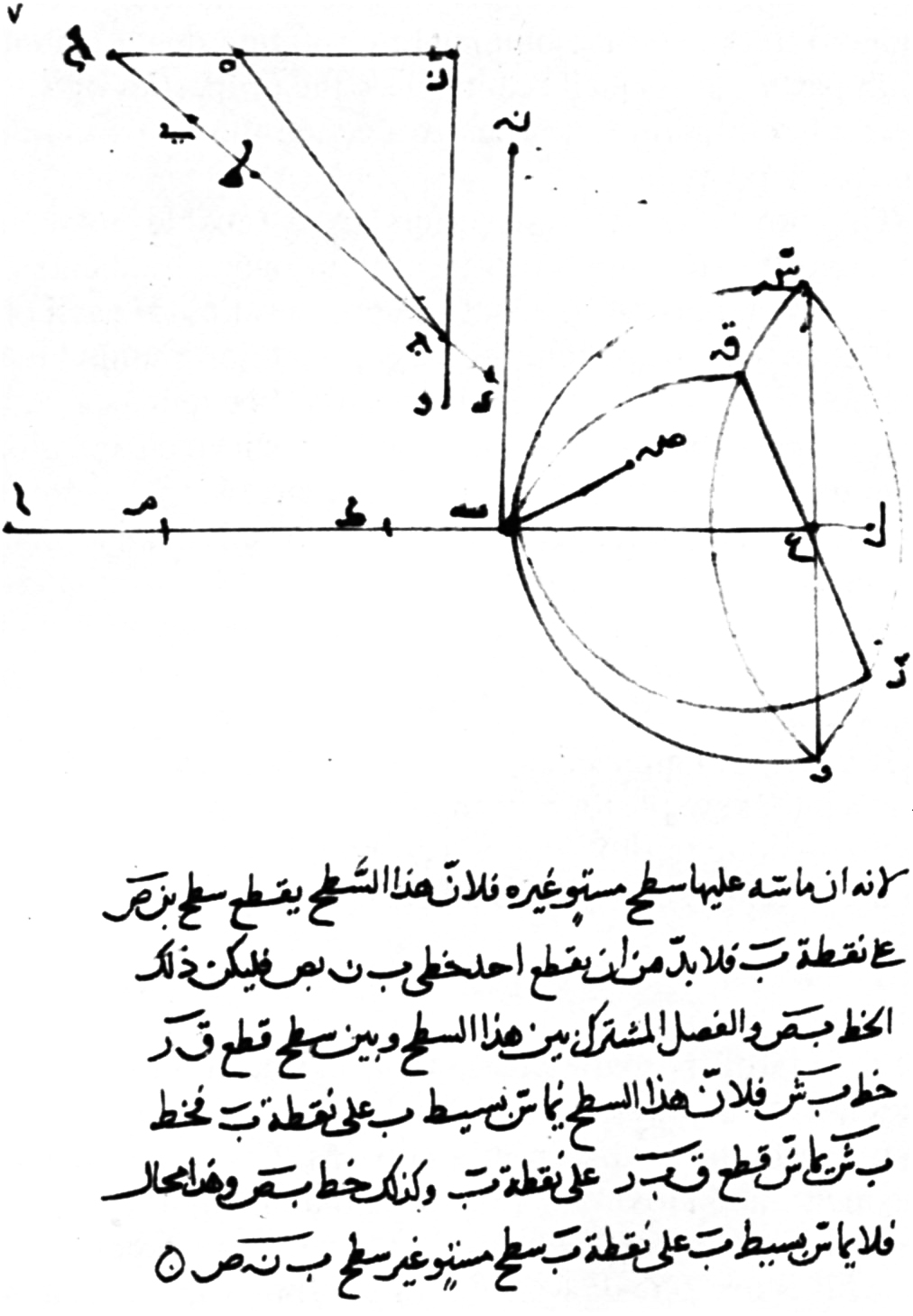
Manoscritto di Ibn Sahl risalente al 984 sulla sua scoperta della Legge di rifrazione.

Abū Saʿd al-ʿAlāʾ ibn Sahl (in arabo ابن سهل، أبو سعد العلاء ابن سهل‎?; 940 – 1000) è stato un matematico, fisico e ottico persiano vissuto nel X secolo.

## Biografia
Non sappiamo quasi nulla della vita di Ibn Sahl. Poiché l'opera principale che è rimasta, il Libro sugli strumenti ustori, è dedicata a Samsam al-Dawla, possiamo dedurne che fosse legato alla dinastia Buwayhide e che l'opera sia stata scritta quando l'Emiro regnava a Baghdad, cioè tra il 982 e il 986. Sappiamo inoltre che uno dei suoi opuscoli che si sono conservati (quello sulle sezioni coniche) era stato copiato nel 970. Sulla base di questo e di altri elementi, Rashed congettura una data di nascita compresa tra il 940 e il 950.

## Opere minori
Sappiamo da varie testimonianze che Ibn Sahl aveva scritto diverse opere, tra le quali una sulla quadratura della parabola, una sui baricentri ed una su vari problemi di geometria. Oltre all'opera principale, sulla quale ritorneremo, ci sono rimasti tre opuscoli:
- Sulle proprietà delle tre sezioni coniche
- Dimostrazione che la sfera celeste non è totalmente trasparente
- Commentario al trattato sull'arte dell'astrolabio di Abū Sahl al-Qūhī

Queste opere dimostrano la familiarità dell'autore, oltre che con autori arabi come Abū Sahl al-Qūhī, con gli scritti di Archimede, Apollonio di Perga e Claudio Tolomeo, di cui sono spesso citati e applicati teoremi considerati noti anche al lettore.

## Illibro sugli strumenti ustori
Quest'opera espone la teoria matematica di due categorie di strumenti ustori: gli specchi, paraboloidali ed ellittici,  e le lenti, piano-convesse o biconvesse. Si considerano, in particolare, lenti limitate da iperboloidi. Mentre la sezione sugli specchi non contiene grandi novità rispetto alle trattazioni ellenistiche, nello studio della rifrazione Ibn Sahl compie decisivi progressi rispetto all'Ottica di Tolomeo (il cui V libro, che Ibn Sahl mostra di conoscere bene, è la nostra unica fonte greca sull'argomento).
Il risultato più rilevante consiste nell'esposizione della legge della rifrazione comunemente chiamata legge di Snell (dal nome del fisico olandese che la ritrovò nel 1621). Va notato che Ibn Sahl applica semplicemente la legge, senza rivendicare la sua scoperta né darne giustificazioni. Dà tuttavia l'impressione che la legge fosse stata ricavata da un principio di minimo.

## Il posto di Ibn Sahl nella storia dell'ottica
Il Libro sugli strumenti ustori è stato pubblicato per la prima volta (insieme agli altri scritti sopravvissuti) nel 1993 (da R. Rashed, nell'opera citata) ed era rimasto apparentemente ignoto fino ad allora. Esso dimostra quanto fosse sviluppata la scienza dell'ottica nella cultura araba già prima degli importanti contributi di Alhazen (che sono stati noti in Europa sin dal medioevo). 
Ibn Sahl certamente influenzò Ibn al-Haytham, (Alhazen) e gli studiosi arabi successivi. Non sappiamo quando la sua opera fu dimenticata e se qualche informazione sul suo contenuto abbia potuto raggiungere gli scopritori seicenteschi della legge della rifrazione (Legge di Snell).